# Satyrus gabalaeca
Satyrus gabalaeca är en fjärilsart som beskrevs av Gaillard 1959. Satyrus gabalaeca ingår i släktet Satyrus och familjen praktfjärilar. Inga underarter finns listade.